# ТГ100
ТГ100 — радянський дослідний двосекційний вантажопасажирський тепловоз з гідравлічною передачею, побудований в 1959 році Луганським тепловозобудівним заводом.

## Проектування
Проект був розроблений 1958 конструкторським бюро Луганського заводу під керівництвом інженерів П. М. Шаройка, Н. А. Турика і Ю. Г. Кирилова.

## Конструкція

### Кузов, рама і візки
Кожна секція тепловоза мала вагонний кузов напівобтічної форми. Кузов кожної секції мав зварену головну раму з хребтовою балкою. Рама за допомогою двох шкворневих і чотирьох роликових опор встановлена на два двовісні візки.
Кузов тепловоза розділений на три частини: кабіна машиніста, машинне відділення і холодильник. Пости управління розташовані в передній частині кожної секції. Кузов машинного відділення жорсткий, нероз'ємний і приварений до головної рами. У задній частині секції розташований котел для підігріву палива, мастила і води.
Рами візків складалися з литих бокови, однією шкворневої і двох кінцевих балок, з'єднаних зварюванням. Роликові букси, обладнані торцевими упорами з гумовими вставками, були поміщені в напрямні буксові рами. На букси спиралися листові ресори, що розташовувалися всередині боковин рами візка. На кінцях ці ресори через підвіски і циліндричні пружини з'єднувалися з рамою візка або з поздовжніми балансирами. Колісні пари мали діаметр по колу катання 1050 мм.

### Силова установка і привід допоміжного обладнання
На головній рамі кожної секції в її середній частині було встановлено по два дизельні двигуни типу М751 потужністю 750 к.с. кожен, загальною потужністю 3000 к.с. Кожен двигун за допомогою карданного валу з'єднувався з коробкою передач, встановленою на гумових амортизаторах на рамі візка. Крім того, кожен двигун проводив у дію компресор і допоміжний генератор змінного струму. Привід кожного вентилятора холодильника приводився в дію асинхронним електродвигуном, який отримував живлення від допоміжного генератора.

### Тягова передача
Тепловоз мав гідромеханічну передачу з двопотокового гідроредуктора з комплексним гідротрансформатором і триступеневої коробки передач, карданного приводу і осьових редукторів.
Кожен двигун тепловоза за допомогою карданного валу і пари шестерень з'єднувався з гідроредуктором, де відбувався розподіл потоку потужності: близько 60 % — гідротрансформатору, а інші 40 % через центральне колесо — планетарному редуктору. Триступенева коробка передач, крім зубчастих коліс, які перебували в постійному зачепленні, була обладнана фрикційними муфтами, які перемикали ступені швидкості автоматично, без зняття навантаження з двигуна та без втручання машиніста. Включення фрикційних муфт відбувалося автоматично. Регулювання швидкості руху поїзда здійснювалося впливом на пружину всережимного регулятора за допомогою штурвала та дистанційного приводу до чотирьох двигунів. Реверсування здійснювалося машиністом, рукояткою триходового крана, що направляв повітря в циліндри реверсора.

### Управління
Управління тепловозом складалося з трьох систем: гідравлічної для живлення маслом гідротрансформатора і елементів зубчастої передачі; пневматичної для живлення сервоприводів реверсу роботи пісочниць; електричної для дистанційного керування допоміжними механізмами управління за системою двох одиниць.

## Доля тепловоза
Тепловоз деякий час проходив експлуатаційні випробування, працюючи з складами масою до 3400 т, здійснив дослідний пробіг маршрутом Луганськ — Москва — Ленінград і назад, а потім був переданий Дніпропетровському інституту інженерів залізничного транспорту для навчалння.